# Mercedes Morán
Mercedes Beatriz Morán (Concarán, San Luis; 21 de septiembre de 1955) es una actriz argentina de cine, teatro y televisión.

## Biografía
Mercedes Beatriz Morán nació el 21 de septiembre de 1955 en Concarán, provincia de San Luis, Argentina. Se casó a los 17 años y con la desaprobación de sus padres. Por aquel entonces, el teatro no figuraba en su lista de proyectos y sí, en cambio, la sociología. «Llegué a la actuación de una manera muy casual, aunque no creo en las casualidades. Yo cursaba sociología y los militares dejaron sin efecto mi carrera». Para no perder el año, Mercedes se anotó en un taller de actuación con el actor Lito Cruz. Su carrera como actriz comenzaba a esbozarse. 
Tiene tres hijas: Mercedes y María Scápola, de su primer matrimonio con Oscar Scápola, y Manuela Martínez, fruto de su segundo matrimonio con el actor Oscar Martínez (1987-2000).
Luego de finalizar Gasoleros, en el 2000, decidió dejar descansar al personaje y darse una pausa de la pantalla chica, dándose un tiempo para ella y su familia. En el año 2001 vuelve a la TV con Culpables, unitario ganador del Martín Fierro de Oro.
Luego participó en las series Tiempo final, Infieles, Conflictos en red y Mujeres Asesinas.
En 2006 fue una de las protagonistas de la versión argentina de Amas de casa desesperadas, interpretando a Lía Salgari.
En 2008 protagonizó la miniserie Socias junto a Nancy Dupláa y Andrea Pietra, personificando a Inés Asturias.
En 2011 actuó en la serie El hombre de tu vida, con el personaje de Gloria Pinotti, prima de Hugo Bermúdez, este interpretado a su vez por Guillermo Francella, con el cual ganó el Martín Fierro a mejor actriz de unitario durante dos años consecutivos.
En 2014 protagoniza la película Betibú que significó su primer protagónico absoluto en el cine. En televisión interpreta a Mónica Duarte en la telenovela, Guapas.
En junio de 2016 estrenó su unipersonal "Ay amor divino", con texto propio y bajo la dirección de Claudio Tolcachir.
En noviembre de 2018, en la recepción del premio a toda su trayectoria en el Festival Internacional de Cine de Mar del Plata, puso de manifiesto su apoyo al aborto legal, seguro y gratuito, al exhibir en su muñeca el pañuelo verde, símbolo en Argentina de la reclamación de este derecho.
En marzo de 2022 recibió Premio Retrospectiva del  Festival de Cine de Málaga.

## Filmografía

### Cine
| Año  | Título                           | Personaje          | Director                       |
| ---- | -------------------------------- | ------------------ | ------------------------------ |
| 1987 | Mirta, de Liniers a Estambul     |                    | Jorge Coscia y Guillermo Saura |
| 1989 | Nunca estuve en Viena            | Eugenia            | Antonio Larreta                |
| 1995 | De amor y de sombra              | María Elena        | Betty Kaplan                   |
| 2001 | La Ciénaga                       | Tali               | Lucrecia Martel                |
| 2004 | Whisky Romeo Zulu                | Marcela            | Enrique Piñeyro                |
| 2004 | La niña santa                    | Helena             | Lucrecia Martel                |
| 2004 | Luna de Avellaneda               | Graciela Fernández | Juan José Campanella           |
| 2004 | Diarios de motocicleta           | Celia de la Serna  | Walter Salles                  |
| 2004 | Próxima salida                   | Susana de Velmar   | Nicolás Tuozzo                 |
| 2006 | Remake                           | Carol              | Roger Gual                     |
| 2006 | Cara de queso -mi primer ghetto- | Lilí               | Ariel Winograd                 |
| 2008 | La ronda                         | Mónica             | Inés Braun                     |
| 2008 | Cordero de Dios                  | Teresa             | Lucía Cedrón                   |
| 2008 | Un novio para mi mujer           | Voz de Blanca      | Juan Taratuto                  |
| 2011 | Los Marziano                     | Nena               | Ana Katz                       |
| 2011 | Olympia                          | Directora          | Leo Damario                    |
| 2014 | Betibú                           | Nurit Iscar/Betibú | Miguel Cohan                   |
| 2015 | Llámame Francisco                | Esther Ballestrino | Daniele Luchetti               |
| 2016 | Artax: Un nuevo Comienzo         | Mariana            | Diego Corsini                  |
| 2016 | Neruda                           | Delia del Carril   | Pablo Larraín                  |
| 2018 | El Ángel                         | Ana María Peralta  | Luis Ortega                    |
| 2018 | Sueño Florianópolis              | Lucrecia           | Ana Katz                       |
| 2018 | El amor menos pensado            | Ana                | Juan Vera                      |
| 2018 | Familia sumergida                | Marcela            | María Alché                    |
| 2019 | Araña                            | Inés               | Andrés Wood                    |
| 2022 | Las Rojas                        | Carlota            | Matías Lucchesi                |
| 2023 | Empieza el baile                 | Margarita          | Marina Seresesky               |
| 2023 | Norma                            | Norma Lera         | Santiago Giralt                |
| 2023 | Elena sabe                       | Elena              | Anahí Berneri                  |

### Televisión
| Año       | Título                     | Personaje                                                | Canal       |
| --------- | -------------------------- | -------------------------------------------------------- | ----------- |
| 1980      | Donde pueda quererte       |                                                          | Canal 11    |
| 1980-1981 | Rosa... de lejos           | Paola Carbó Alvear                                       | Canal 7     |
| 1984      | La señora Ordoñez          | Irma Varela Pérez                                        | Canal 7     |
| 1984      | Nosotros y los miedos      |                                                          | Canal 9     |
| 1986      | María de nadie             | Greta                                                    | Canal 11    |
| 1987      | Por siempre amigos         | Estela                                                   | Telefe      |
| 1990      | Atreverse                  | Mechi "Ep: un..uno..una" / "Ep: Mirarse a la cara (1-2)" | Telefe      |
| 1992      | Luces y sombras            | Laura                                                    | Telefe      |
| 1992      | Amores                     |                                                          | Telefe      |
| 1994      | La marca del deseo         |                                                          | Telefe      |
| 1996      | De poeta y de loco         | Nora                                                     | Canal 13    |
| 1997      | Señoras y señores          | Carla                                                    | Canal 13    |
| 1998-1999 | Gasoleros                  | Roxana "Roxi" Pressuti                                   | Canal 13    |
| 2001      | Culpables                  | Cecilia "Chechu" Groisman                                | Canal 13    |
| 2002      | Tiempo final               | Raquel "Ep: Los ladrones"                                | Telefe      |
| 2002      | Infieles                   | Paula "Ep: Día del aniversario"                          | Telefe      |
| 2005      | Conflictos en red          | Silvia Massey "Ep: Loop"                                 | Telefe      |
| 2005      | Mujeres asesinas 1         | Graciela Hammer "Ep: Graciela Hammer, incendiaria"       | Canal 13    |
| 2006      | Amas de casa desesperadas  | Lía Salgari                                              | Canal 13    |
| 2008      | Socias                     | Inés Asturias                                            | Canal 13    |
| 2011-2012 | El hombre de tu vida       | Gloria Pinotti                                           | Telefe      |
| 2012      | Graduados                  | Dolores "Dolly" López                                    | Telefe      |
| 2012      | Amores de historia         | Clelia Luro "Ep: Clelia y Jerónimo"                      | Canal 9     |
| 2013      | En terapia                 | Andrea Mendel                                            | TV Pública  |
| 2014      | La celebración             | Lola "Ep: Aniversario"                                   | Telefe      |
| 2014-2015 | Guapas                     | Mónica Duarte                                            | Canal 13    |
| 2015      | La casa                    | Paula / Verónica Clausen "Ep: Evangelizadora"            | TV Pública  |
| 2021      | Maradona, sueño bendito    | Dalma Salvadora Franco "Doña Tota" (adulta)              | Prime Video |
| 2021-2023 | El reino                   | Elena Vázquez Pena                                       | Netflix     |
| 2022-2023 | Iosi, el espía arrepentido | Mónica Raposo                                            | Prime Video |

### Publicidad
| Año  | Producto           | Marca               |
| ---- | ------------------ | ------------------- |
| 1998 | Chambers           | Supermercado Norte  |
| 2002 | Yogur Ser          | Ser                 |
| 2006 | Compras            | Supermercados Disco |
| 2009 | Crema para piernas | Goicochea           |
| 2012 | Medicamento        | Centrum Silver VL   |

## Teatro

### Como actriz
| Año     | Obra                               | Autor                         | Director          | Teatro         |
| ------- | ---------------------------------- | ----------------------------- | ----------------- | -------------- |
| 1983-84 | El efecto de los rayos gamma       | Paul Zindel                   | Carlos Rivas      |                |
| 1985-86 | Una Margarita llamada Mercedes     | Jacobo Langsner               | Omar Grasso       |                |
| 1987-88 | El último de los amantes ardientes | Neil Simon                    | Luis Agustoni     |                |
| 1989-90 | El protagonista ante el espejo     |                               |                   |                |
| 1991    | Locos de contentos                 | Jacobo Langsner               | Carlos Rivas      |                |
| 1992    | Las mujeres de Juan                | Neil Simon                    | Alberto Ure       |                |
| 1994    | Ángeles perdidos                   | Mercedes Morán y Carlos Rivas | Carlos Rivas      |                |
| 1995    | Cristales rotos                    | Arthur Miller                 | Carlos Rivas      |                |
| 1997    | Humores que matan                  | David Mamet & Woody Allen     | Oscar Martínez    |                |
| 2001    | Monólogos de la vagina             | Eve Ensler                    | Lía Jelín         |                |
| 2004-05 | Pequeños crímenes conyugales       | Eric Emmanuel Schmitt         | Rubén Szuchmacher | Paseo La Plaza |
| 2009    | Agosto: Condado de Osage           | Tracy Letts                   | Claudio Tolcachir | Lola Membrives |
| 2012    | Buena Gente                        | David Lindsay-Abaire          | Claudio Tolcachir | Teatro Liceo   |
| 2012    | La brisa de la vida                | David Hare                    | Jorge Azurmendi   | Teatro Regina  |
| 2016    | ¡Ay, amor divino!                  | Mercedes Morán, Unipersonal   | Claudio Tolcachir | Teatro Maipo   |
| 2021    | Theodora                           |                               |                   | Teatro Colon   |
| 2024    | Mejor no decirlo                   | Salomé Lelouch                | Claudio Tolcachir | Paseo La Plaza |

### Como directora
| Año  | Obra                       | Autor               | Elenco                                                               | Teatro         | Imagen |
| ---- | -------------------------- | ------------------- | -------------------------------------------------------------------- | -------------- | ------ |
| 2010 | Amor, dolor y qué me pongo | Delia y Nora Ephron | Cecilia Roth Leonor Manso Jorgelina Aruzzi Ana Katz Mercedes Scápola | Teatro Tabarís |        |